# Imkehörn
Die Imkehörn ist ein Naturschutzgebiet in der niedersächsischen Gemeinde Saterland im Landkreis Cloppenburg.
Das Naturschutzgebiet mit dem Kennzeichen NSG WE 223 ist 10,5 Hektar groß. Das Gebiet steht seit dem 27. Mai 1995 unter Naturschutz. Zuständige untere Naturschutzbehörde ist der Landkreis Cloppenburg.
Das Naturschutzgebiet liegt östlich von Ostrhauderfehn und südwestlich von Barßel in der Niederung zwischen Ems und Soeste. Es stellt einen kleinen Rest des ehemaligen Ostermoores unter Schutz, der nicht kultiviert wurde. Am Rand des Naturschutzgebietes befindet sich eine Aussichtsplattform.
Das Naturschutzgebiet ist von landwirtschaftlichen Nutzflächen und teilweise noch genutzten Torfabbauflächen umgeben.